# 尚未完場
《尚未完場》（英語：To Be Continued）是一齣以皇都戲院及其創辦人歐德禮為題的香港紀錄片，由徐岱靈、祁凱達執導，以保育皇都戲院運動為切入點，追溯香港娛樂文化史。電影於2023年4月香港國際電影節中首映，在2024年獲香港電影評論學會列為八部推薦電影之一。

## 故事簡介
《尚未完場》以追溯皇都戲院的歷史為題，帶出其創辦人歐德禮的生命故事。歐德禮為俄裔猶太人，輾轉在上海、美國生活，1919年於香港定居。眼見香港文化事業匱乏，他於1952年創辦北角璇宮戲院（皇都戲院前身），擔當「娛樂大亨」角色，播映不同風格的電影，邀請各國的藝術家到香港表演。
電影以訪問與皇都戲院、歐德禮有關的人（如歐德禮的家人、潘迪華、流行文化學者吳俊雄）串連情節，以口述歷史形式敘述歐德禮的人物特質。導演嘗試帶出歐德禮的故事是香港人的故事，思考香港文化日後去向。